# Xã Greene, Quận Worth, Missouri
Xã Greene (tiếng Anh: Greene Township) là một xã thuộc quận Worth, tiểu bang Missouri, Hoa Kỳ. Năm 2010, dân số của xã này là 120 người.